# 劇団コラソン

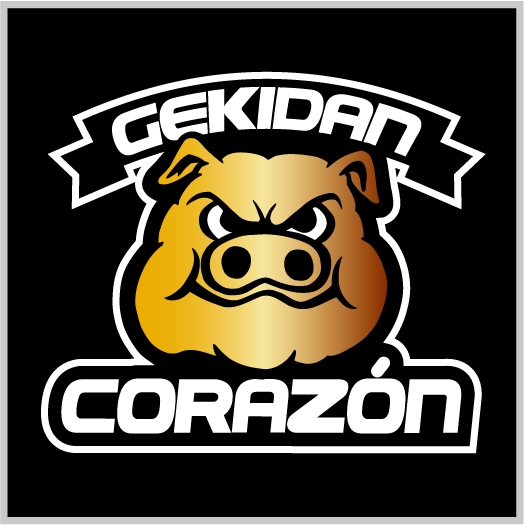
劇団コラソンのロゴマーク

劇団コラソン（CORAZON ENTERTAINMENT）は、コラソン・ジャパンの植田朝日が主宰・脚本・演出を務める劇団、および音楽イベンター。別名「コラソン・エンターテイメント」。

## 概要
2007年8月13日、新宿FACEにて旗揚げ。プロレス会場をそのまま使った奇抜さもさることながら、脚本と演出に中津留章仁（TRASHMASTERS）、映像担当に鬼頭理三（TRICKシリーズなど）を起用するなど、1回目の公演から大きな話題となった。また出演者も役者だけでなく、スポーツ選手やミュージシャン、タレントと多ジャンルにわたる。近年の公演ではAKB48やアイドリング!!!といったアイドルの出演も多い。
劇団には、いわゆるサッカーのサポーターのような熱いファンがついており、来場者数はもちろん、物販がよく売れることでも有名。2009年に演劇のメッカである下北沢に初進出を果たすと、2011年には味の素スタジアムで異例となる演劇公演を成功させる。2013年にはニッポン放送イマジンスタジオ、新宿タイニイアリス、下北沢駅前劇場でも公演を行なっており、公演数は2017年3月現在で44回を数える。また、近年では発売する公演は完売することが多く「満員劇団」としても有名である。
良くも悪くも植田朝日(主催)のやる気やモチベーションによるところが多い為、普通の劇団と同じようには語れない所が多い。
2017年からライブハウスを中心としたシリーズを行い、インプロ(即興芝居)対決やプロレス対決、アイドル対決など様々なジャンルのファンを巻き込んだ。劇団とは思えない公演を連発し一定の評価を得た。
この頃、植田朝日(主催)は、「劇団を名乗り演劇っぽい事ばかりしていたら本当に劇団になっちゃうじゃん。」と劇団の主催らしからぬ発言をしていた。

## 構成員
主宰・脚本・演出
- 植田朝日（うえだ あさひ、1973年7月7日 - ）

## 主要公演
第1回公演『お盆だよ！全員、墓参り！〜妖怪盆踊りプロレス〜』　2007年8月13日　新宿FACE　全1公演
脚本・演出:中津留章仁（TRASHMASTERS）
映像:鬼頭理三
出演:酒井宏之、296、ディック東郷、ハンサムJOE、手塚りえ、飛鳥井美弥、乙黒史誠、豪起、永田良輔、永吉将之、花村宗冶、三杉洵也、八木ひろあき、山口温、山村真也、屋良学、渡部真希、田中秀和、永田裕志（新日本プロレス）
第2回公演『トペ・コンヒーロー』　2007年12月29日-12月30日　アレナ・コラソン（笹塚ファクトリー）　全2公演
構成:西永貴文（猫☆魂）
演出:鬼頭理三
出演:永井浩介、遠山雄、YOH、八木ひろあき、屋宮一三、田村彰規、彩音凛、神嶌ありさ、佳世乃、鬼塚真紀、渡部真希、296、菊タロー（アキバプロレス）、ラブセクシーローズ（西口プロレス）、グレート乙羽屋（西口プロレス）、永田裕志（新日本プロレス）、平澤光秀
第3回公演『サポーターズ』　2009年3月4日-3月30日　乃木坂コレドシアター　全5公演
脚本・演出:三虎タイガー（空間ゼリー）
出演:八木ひろあき、松中みなみ、渡部真希、加藤のどか、ハカセ、屋良学、松田麗、彩音凛
ゲスト:小泉一成、永田裕志（新日本プロレス）、296、菊タロー（アキバプロレス）、今井田智
第4回公演『先輩かっけーっす!』　2009年4月13日-5月25日　Copastic Cafe＆Bar六本木　全12公演
脚本・演出:植田朝日
出演:酒井宏之、ハカセ、渡部真希、渡辺慎一郎、谷川功、彩音凛、板津未来、藤原美穂、紫子
第5回公演『先輩かっけーっす!〜劇場版〜』　2009年8月28日-8月30日　下北沢 シアター711　全8公演
脚本:植田朝日
演出:林邦應（IOH）
出演:酒井宏之、屋良学、谷川功、遠山雄、松尾永遠、平野由美、三崎くみ、下田屋有依、岡村萌子、熊田ちか、菊川浩二、古川侑、丹原新浩
第6回、第7回、第8回公演『CORAZOMANIA』　2009年9月20日-9月22日　荻窪 コラソン・スクエアガーデン（OMEGA TOKYO）
『演劇コラソン博』と称して、お笑いライブ等と共にイベント内で行なわれた。
- 第6回公演『SUMMERTIMEラプソディ』　全4公演

脚本・演出:林邦應(IOH)
出演:渡辺慎一郎、吹上タツヒロ、ゆかわたかし、片山健、古川侑、大熊将成、窪寺昭
- 第7回公演『ネコ騙し図鑑vol.1』　全3公演

脚本・演出:西永貴文(猫☆魂)
出演:佐々木光弘、ヴィン、ムランティン・タランティーノ、小島裕、中西広和
- 第8回公演『世間離れ』　全3公演

脚本・演出:中津留章仁(TRASHMASTERS)
出演:黒田耕平、まりか、津村あつこ、松尾永遠、雪嶋なおき、伊藤そうあ、山口オン、福田英史
第9回公演『浪漫飛行』　2010年11月16日-12月21日　Copastic Cafe＆Bar六本木　全12公演
脚本・演出:植田朝日
音楽:BELLCANP
出演:酒井宏之、渡辺慎一郎、雪嶋なおき、アフロ後藤（昭和芸能舎）、菊川浩二（劇団め組）、阪上由記、玲望、鈴城諄子、足立紀子、ムライアン、ゆかわたかし、井上テテ
ゲスト:村上和成、小路晃、TAKAみちのく、296、永田裕志（新日本プロレス）
第10回公演『ユルネバ〜完全版〜』　2011年4月29日-5月3日　味の素スタジアム特設会場　全8公演
脚本・プロデュース:植田朝日
演出:松井カズユキ
音楽:BELLKAMP
出演:酒井宏之、黒田耕平、松中みなみ、小山修平、真野利之、奥田努（STUDIO LIFE）、澤田一輝、高林里恵、屋良学
ゲスト:清水和博、中津留章仁、アマラオ、YOH、源、ゆってぃ
協賛:株式会社アムニス
後援:ニッポン放送、調布エフエム、FC東京パーク
協力:総合学院テクノスカレッジ
第11回公演『もしドラ〜コラソン版〜』　2011年8月22日-9月26日　Copastic Cafe＆Bar六本木　全10公演
脚本:植田朝日
演出:松井カズユキ
出演:黒田耕平、小山修平、中村玄悟、吉乃すみれ、かとうかな子、桜井ふみ、紫子、YOH、菊川浩二、桂城圭吾、彩音凛、一戸恵梨子、大澤真一郎
第12回公演『新☆先輩かっけーっす!』、第13回公演『キセキ』　2011年11月14日-12月12日　Copastic Cafe＆Bar六本木
2公演、同時開催で行なわれた。
- 第12回公演『新☆先輩かっけーっす!』　全5公演

脚本・演出:植田朝日
出演:酒井宏之、小山修平、YOH、紫子、LUY、加藤聡志、廣瀬なおみ、かとうかな子
- 第13回公演『キセキ』　全5公演

脚本・演出:植田朝日
出演:黒田耕平、YOH、中村玄悟、吉乃すみれ、斉藤小徹、向井康起、片山健
第14回公演『どろんパッ!』　2012年6月5日-6月26日　渋谷 ラウンジ鴉　全8公演
原作:西永貴文（猫☆魂）
脚色・演出:植田朝日
出演:小山修平、渡辺慎一郎、ティ・カトウ、アフロ後藤（昭和芸能舎）、ヲサダコウジ、太田睦美、雨宮ゆか、根岸晴子、中村靖子、伊藤佳織
第15回公演『もしドラ コラソン版 2012』　2012年7月31日-8月21日　渋谷 ラウンジ鴉　全8公演
※劇団コラソン5周年記念リバイバルシリーズ
脚本・演出:植田朝日
出演:小山修平、黒田耕平、片山健、吉乃すみれ、佐藤良洋、岡本萌子、有里彩、森田朋依、下垣隼一、別府明華、小林はに
第16回公演『浪漫飛行 2012』　2012年9月4日-9月25日　渋谷 ラウンジ鴉　全8公演
※劇団コラソン5周年記念リバイバルシリーズ
脚本・演出:植田朝日
出演:菊川浩二、須藤公一、小山修平、味方冬樹、桂城圭吾、黒田耕平、熊田ちか、太田睦美、久保田あやこ、伊藤佳織、外村佳南子、北川宏美、中村靖子、柳沼未来
ゲスト:村上和成、永田裕志（新日本プロレス）、296
第17回公演『ユルネバ〜YOU'LL NEVER WALK ALONE.〜』　2012年10月9日-10月30日　渋谷 ラウンジ鴉　全8公演
※劇団コラソン5周年記念リバイバルシリーズ
脚本・演出:植田朝日
出演:小山修平、原大悟、味方冬樹、藤得顕、小田聡美、外村佳南子、成宮真希（アイスリボン）、大澤真一郎、桂城圭吾、徳留美咲、柳沼未来、長谷川舞子
ゲスト:橘ゆりか（アイドリング!!!）
第18回公演『新☆先輩かっけーっす!』　2012年11月6日-11月27日　渋谷 ラウンジ鴉　全8公演
※劇団コラソン5周年記念リバイバルシリーズ
脚本:植田朝日
演出:鈴木つかさ
出演:太田睦美、原大悟、味方冬樹、アニポップ春日、熊田ちか、柳沼未来、徳留美咲、伊藤誠、仲優貴、黒田章世、吉野有佳
第19回公演『キセキ』　2012年12月4日-12月25日　渋谷 ラウンジ鴉　全8公演
※劇団コラソン5周年記念リバイバルシリーズ
脚本:植田朝日
演出:植田朝日、鈴木つかさ
出演:黒田耕平、中村玄悟、向井康起、太田睦美、久保田あやこ、北川宏美、桂城圭吾、小山修平、原大悟、赤尾勇（風来ボーイズ）、宇都宮周作（風来ボーイズ）、外村佳南子、熊田ちか
第20回公演『リスペクト』　2012年12月13日-12月15日　西川口 レッスル武闘館（アイスリボン道場）　全4公演
アイスリボンステージとコラソン女子プロレスのプレ旗揚げ公演でもある。アイスリボン道場のリングが舞台として使用し、公演中に女子プロレスの試合も行なわれた。
脚本・演出:植田朝日
出演:志田光、藤本つかさ、堀田祥子、山口ルツ子、佐藤芙美子、竹田彩乃、森田朋依、村上和成、296、太田睦美、柳沼未来、原大悟、味方冬樹、柳沼未来
第21回公演『Secret Garden.』　2013年2月8日-2月10日　秋葉原act＆B　全5公演
脚本:藤丸亮
原作・脚色・演出:太田睦美　
出演:伊藤佳織、久保田あやこ、吉野有佳、木村若菜、伊藤誠、太田睦美
第22回公演『ユルネバ2013〜You’ll never walk alone〜』　2013年3月1日-3月3日　ニッポン放送イマジンスタジオ　全3公演
第22回と第23回公演は日替わりの同時開催で行なわれた。
脚本・演出:植田朝日
出演:原大悟、小山修平、味方冬樹、 桂城圭吾、内田眞由美（AKB48）、宮澤成良、藤社優美、三田涼子
ゲスト:橘ゆりか（アイドリング!!!）、ゆってぃ、ジョナサン・シガー
主催:ニッポン放送、コラソン・ジャパン
協賛:マンハッタンインベストメント
第23回公演『相棒-Red Demon,don't cry-』　2013年3月2日-3月3日　ニッポン放送イマジンスタジオ　全3公演
第22回と第23回公演は日替わりの同時開催で行なわれた。
脚本・演出:植田朝日
出演:菊川浩二、黒田耕平、味方冬樹、須藤公一、太田睦美、清水愛、川上奈々美、柳沼未来、北川宏美、久保田あやこ、伊藤佳織
音楽:THE GOLD
協賛:マンハッタンインベストメント
第24回公演『PRESENT FOR WHO』　2013年4月19日-4月21日　秋葉原act＆B　全5公演　
脚本:石田明（NON STYLE）
演出:鈴木つかさ
出演:相場紫帆、ラジバンダリ西井、向井康起、小山修平、黒田耕平、三澤絢香、鈴木つかさ、マスダヒロユキ（ルート33）
第25回公演『オーマイガッ!』　2013年5月14日-5月19日　新宿タイニイアリス　全10公演
脚本・演出:植田朝日
出演:味方冬樹、田名部生来（AKB48）、近野莉菜（AKB48）、中田ちさと（AKB48）、内田眞由美（AKB48）、菊川浩二（劇団め組）、黒田耕平、中村玄悟、めんそ〜れ親父、板津未来、北川宏美、加納剛博、清水和博、原大悟、飯田美花、久保田あやこ
ゲスト:藤田俊哉、永田裕志（新日本プロレス）、清水宏、ゆってぃ、清水愛、オラキオ、お侍ちゃん
音楽:THE GOLD
協力:Mousa、イトーカンパニー、ウェーブマスター、劇団め組
後援:ニッポン放送
第26回公演『モテなキ』　2013年10月17日-10月20日　下北沢駅前劇場　全6公演
脚本・演出:植田朝日
出演:味方冬樹、黒田耕平、中村玄悟、原大悟、菊川浩二、KENROKU、めんそ〜れ親父、大澤真一郎、東海林愉加、チング・ポカ、加藤貴広、松川のりすけ、倉田瑠夏（アイドリング!!!）、藤社優美、吉橋亜理砂（iDOL Street）、AZ（THEGOLD）
ゲスト:駒谷仁美、橘ゆりか（アイドリング!!!）、ベルマーレクィーン、時東ぁみ
音楽:THE GOLD
後援:ニッポン放送、サークルKサンクスカルワザオンライン
第27回公演『忘年会』　2013年12月20日-12月21日　ステージカフェ下北沢亭　全3公演
脚本・演出:植田朝日
出演:黒田耕平、中村玄悟、原大悟、菊川浩二（劇団め組）、KENROKU、藤井真智子、柏木亜季子、北条政子、ナツアキ
ゲスト:藤社優美、宮沢成良
第28回、第29回、第30回公演『コラソンファイトシリーズ』　2014年2月17日-3月2日　新宿タイニイアリス
新宿タイニイアリスを約1ヶ月間借し切り、3公演を連続で開催。
- 第28回公演『ユルネバ2〜太陽とシスコムーン〜』　2014年2月17日-2月19日　全3公演

脚本・演出:植田朝日
出演:桂城圭吾、北川宏美、黒田耕平、大澤真一郎、藤井真智子、タカハシセーイチ、元FC東京所属（2009-2013）平松大志
- 第29回公演『泣いた赤鬼〜相棒エピソード2〜』　2014年2月21日-2月24日　全6公演

脚本・演出:植田朝日
出演:宮原将護（大人の麦茶）、YOH、ユンチェ、チング・ポカ、松川のりすけ、今井公子、福永マリカ、黒田耕平、片山健、加藤貴広、小崎愛美理（FlooR）、相澤香純、久保田あやこ、熊田ちか、福原美波
- 第30回公演『先輩かっけーっす!リターンズ』　2014年2月27日-3月2日　全6公演

脚本・演出:植田朝日
出演:中田ちさと（AKB48）、酒井宏之、福田洋（ユニオンプロレス／DPG）、細身のシャイボーイ（DPG）、味方冬樹、中村玄悟、清瀬やえこ、小崎愛美理（FlooR）、二階堂綾乃、松本雄大、永田裕志（新日本プロレス）
第31回公演『桜田ファミリア「朝日、劇団やめるってよ」』　2014年9月20日-9月23日　ニッポン放送イマジンスタジオ　全6公演
脚本・演出:植田朝日
出演:黒田耕平、味方冬樹、げんまいごろう、宮原将護（大人の麦茶）、小崎愛美理（フロアトポロジー）、北川宏美、加藤貴広、東海林愉加、チップ青木、新藤力也（DDT）、三代目パークマンサー、中田ちさと（AKB48）
日替わりゲスト:風男塾（全メンバー揃っての出演）、GAKU-MC出演
主催:コラソンエンターテイメント、ニッポン放送
協賛:BUN@WORKS、株式会社クレッシェレ・ジャパン、有限会社パーフェクト、株式会社インドア、有限会社バンバンビガロ、フェザーフィールド株式会社、株式会社ビューティーライフエージェンシー、株式会社メイプルシステムズ、株式会社ワン ドゥー、株式会社デフィプロモーション
協力:ペントハウス、デポルテス、株式会社フューチャーフォーク
第32回公演『ドツボ』（2015年4月29日 - 5月3日、下北沢シアター711・全8公演）
脚本: 中津留章仁（TRASHMASTERS）/ 演出: 植田朝日
出演: 宮原将護（大人の麦茶）、小崎愛美理（フロアトポロジー）、美原奈緒（サムライローズ）、小西せな
Wキャスト: 味方冬樹、黒田耕平、菊川浩二（劇団め組）、カトウクリス、一乃瀬洋介、澁田圭佑、鈴木健人、中出佳範、倉田瑠夏（アイドリング!!!）、関谷真由（アイドリング!!!）
第33回公演『REBORN』（2015年6月20日 - 6月22日、ニッポン放送イマジンスタジオ・全6公演）
脚本・演出: 植田朝日
出演: 関谷真由（アイドリング!!!）、倉田瑠夏（アイドリング!!!）、MIRI（ライムベリー）、黒田耕平、宮原将護（大人の麦茶）、武将、イズミフミ
Wキャスト: 岩崎真奈、白希リサ、鈴木健人、鈴木大輔、チップ青木、中出佳範
主催: コラソンエンターテイメント、ニッポン放送
第34回公演『ジミヘン』（2015年8月21日 - 8月23日、ニッポン放送イマジンスタジオ・全6公演）
脚本・演出: 植田朝日
出演: 黒田耕平、味方冬樹、森チカ、チップ青木、武将、具志堅貴大、薗内茜、佐竹正史（ビスケッティ）、大友慧
Wキャスト: 鈴木みのり、松本理沙、宮田翔子、内田裕大、田中翔大、岩崎真奈、KEI、細川小百合、長谷川かすみ、武井美緒、助川紗和子
第35回公演『ハローウィン』（2015年10月24日 - 10月26日、ニッポン放送イマジンスタジオ・全6公演）
脚本・演出: 植田朝日
出演: 関谷真由（アイドリング!!!）、倉田瑠夏（アイドリング!!!）、MIRI（ライムベリー）、味方冬樹、黒田耕平、チップ青木、武将、名倉右喬、美原奈緒（サムライローズ）、澁田圭佑、松本理沙、内田裕大、具志堅貴大、永井剛生、イズミフミ
Wキャスト: 田辺銀冶、古橋舞悠（アイドリング!!!）
第36回公演『劇団コラソンアワード2015』（2015年12月21日、西新宿 I LOVE TOKYO）
劇団の2015年度 年間表彰式。
年間MVP: 関谷真由
最優秀男優賞: 黒田耕平
最優秀女優賞: MIRI（ライムベリー）
特別賞: チップ青木
第37回公演『がんばりましょう -朝日、劇団やめるってよ2-』（2016年3月21日 - 4月25日、西新宿 I LOVE TOKYO・毎週月曜日全12公演）
脚本・演出: 植田朝日
出演: 味方冬樹、黒田耕平
ミックスキャスト: チップ青木、ムートン伊藤、関谷真由、ちかまろ、ウィーアー店崎（じなんぼ〜いず）、久保田あや、岩崎真奈、田中翔大、宮脇舞依（KRD8）、瑳里
第38回公演『もしドラ焼きよりケバブが好きになったら』（2016年6月13日 - 7月18日、西新宿 I LOVE TOKYO・毎週月曜日全12公演）
脚本・演出: 植田朝日
出演・全Wキャスト: 味方冬樹、黒田耕平、チップ青木、岩崎真奈、小西せな、井関友香、シトミ祐太朗、山本愛莉、森麻理子、小崎愛美理（フロアトポロジー）、鷲見亮
第39回公演『帰ってきた先輩かっけ〜っす!』（2016年8月8日 - 9月19日、新宿SAMURAI・毎週月曜日全12公演）
脚本・演出: 植田朝日
出演: 黒田耕平
ミックスキャスト: チップ青木、関谷真由、岩崎真奈、鷲見亮、ちかまろ、小林幹、伊勢将人、豊田崇史、茅原拓也、ひびき (最終未来兵器mofu)、朝倉なおこ (マリーンズカンパイガールズ)、片瀬直 (劇団チキンハート)
第40回公演『ブタの穴』（2016年11月7日 - 12月12日、新宿SAMURAI・毎週月曜日全12公演）
脚本・演出: 植田朝日
出演: 黒田耕平、チップ青木、岩崎真奈
ミックスキャスト: 鷲見亮、松本理沙、小林幹、田中翔大、永井剛生、豊田崇史、茅原拓也、九軒ひびき（劇場版ゴキゲン帝国）、朝倉なおこ、柿崎李咲（NECRONOMIDOL）、夜露ひな（NECRONOMIDOL）、葵あんづ
週替わりゲスト: 関谷真由、瑳里（NECRONOMIDOL）、河村唯、MIRI（ライムベリー）、辰巳リカ（東京女子プロレス）、小泉りあ
第41回公演『ブタの穴』※黒田耕平凱旋興行（2016年12月17日、OSAKA TRIANGLE）
『コラソンカーニバル2016 in 大阪』としてコラソンフェス、コラソンナイトとともに開催された。
第42回公演『劇団コラソンアワード2016』（2016年12月19日、新宿SAMURAI）
MVP: チップ青木
最優秀男優賞: 黒田耕平
最優秀女優賞: 柿崎李咲（NECRONOMIDOL）
特別賞: 田中翔大
第43回公演『あさひの挑戦状』（2017年1月11日、新宿SAMURAI）
※即興芝居とミニライブ
出演: 黒田耕平、チップ青木、鷲見亮、岩崎真奈、茅原拓也、田中翔大、朝倉なおこ、莉音、NECRONOMIDOL
第44回公演『浪漫飛行』（2017年1月29日 - 2月26日・3月5日、pampa・毎週日曜日全5公演+追加1公演）
脚本・演出: 植田朝日
出演: 鷲見亮、岩崎真奈、チップ青木、田中翔大、茅原拓也、小林幹、桂城圭吾、シブザイル a.k.a.澁田圭佑、豊田崇史、毛受廣美、木村えり
第45回公演『あさひの挑戦状2』（2017年4月10日、新宿SAMURAI）
※即興芝居とミニライブ
出演: 黒田耕平、チップ青木、鷲見亮、岩崎真奈、茅原拓也、田中翔大、莉音、山本愛莉、劇場版ゴキゲン帝国、敦貴・遥城 from α-X’s
第46回公演『複雑な関係』（2017年4月17日 - 5月22日、新宿SAMURAI・毎週月曜日全12公演）
脚本・演出: 植田朝日
出演: チップ青木、岩崎真奈、茅原拓也、田中翔大、美原奈緒（情熱Dream）、御崎かれん（有楽町ベンチーズ）、敦貴・遥城 from α-X's、龍乃介
ミックスキャスト: 九軒ひびき（劇場版ゴキゲン帝国）、莉音、山本愛莉、渥美澄香
第47回公演『あさひの挑戦状3』(2017年5月29日、新宿SAMURAI）
※即興芝居とミニライブ
出演: 黒田耕平、チップ青木、イーグル鷲男、岩崎真奈、茅原拓也、田中翔大、美原奈緒（情熱Dream）、山本愛莉、莉音、御崎かれん（有楽町ベンチーズ）、渥美澄香（有楽町ベンチーズ）、敦貴、遥城、望優fromα-X’s、NECRONOMIDOL、ジュリアナの祟り
第48回公演『あさひの挑戦状4』(2017年7月31日、新宿SAMURAI）
※即興芝居とミニライブ
出演: 黒田耕平、チップ青木、イーグル鷲男、岩崎真奈、茅原拓也、田中翔大、菊川浩二、美原奈緒（情熱Dream）、豊田崇史、御崎かれん（有楽町ベンチーズ）、宮田翔子（有楽町ベンチーズ）NAO、千鶴、Aoi、koko、ハルハナ from 情熱Dream
第49回公演『あの娘とスキャンダル』（2017年8月7日 - 9月4日、新宿SAMURAI・毎週月曜日全10公演）
作: 中津留章仁
演出・脚色: 植田朝日
出演: 黒田耕平　イーグル鷲男　チップ青木　岩崎真奈、菊川浩二（劇団め組)、美原奈緒（情熱Dream）、御崎かれん（有楽町ベンチーズ
、桂城圭吾、モウジーン兼史、敬太、茅原拓也、永井良、宮田翔子（有楽町ベンチーズ）、田中翔大、豊田崇史、日里麻美（有楽町ベンチーズ）
第50回公演『あさひの挑戦状5』(2017年12月4日、新宿SAMURAI）
出演: 黒田耕平、チップ青木、イーグル鷲男、岩崎真奈、茅原拓也、田中翔大、宮田翔子（有楽町ベンチーズ）、御崎かれん（有楽町ベンチーズ）、バブル茂家（有楽町ベンチーズ）、宮地真里奈（有楽町ベンチーズ）、渥美澄香（有楽町ベンチーズ）、プロレスリングFREEDOMS、ラストクエスチョン
第51回公演『劇団コラソンアワード2017』（2017年12月18日、渋谷milkyway）
MVP: チップ青木
最優秀男優賞: 黒田耕平
最優秀女優賞: 宮田翔子（有楽町ベンチーズ）
第52回公演『あさひの挑戦状6』(2018年1月30日、新宿SAMURAI）
出演: 黒田耕平、チップ青木、岩崎真奈、宮田翔子（有楽町ベンチーズ）、ラストクエスチョン、ZombiePowder、プロレスリングFREEDOMS、村上会、中田ちさと（元AKB48）、モウジーン兼史
第53回公演『あさひの挑戦状7』(2018年2月26日、新宿SAMURAI）
出演: 黒田耕平、チップ青木、岩崎真奈、宮田翔子(有楽町ベンチーズ)、御崎かれん（有楽町ベンチーズ）、中田ちさと（元AKB48）、モウジーン兼史、ラストクエスチョン、煌星のミルフィーユ、佐々木貴(プロレスリングFREEDOMS）、ドラゴンリブレ(プロレスリングFREEDOMS）、練習生M（プロレスリングFREEDOMS）村上和成（村上会）、力、レフリー・ジョー小泉さん、新藤力也、ジュリアナの祟りネル（ジュリアナの祟り）
第54回公演『あさひの挑戦状8』(2018年4月2日、新宿SAMURAI）
出演: 黒田耕平、チップ青木、岩崎真奈、中田ちさと（元AKB48）、宮田翔子（有楽町ベンチーズ）、渥美澄香（有楽町ベンチーズ）、ラストクエスチョン、BLACK SHEEP SYNDROME、佐々木貴（プロレスリングFREEDOMS）、ドラゴン・リブレ（プロレスリングFREEDOMS）、練習生M（プロレスリングFREEDOMS）、村上和成（村上会）、ダース・パワー（村上会）
第55回公演『あさひの挑戦状9』(2018年4月30日、新宿SAMURAI）
出演: 黒田耕平、チップ青木、茅原拓也、中田ちさと（元AKB48）、モウジーン兼史、BLACKSHEEP SYNDROME、有楽町ベンチーズ、村上和成(村上会)、ダースパワー(村上会)、佐々木貴(プロレスリングFREEDOMS)、ドラゴン・リブレ(プロレスリングFREEDOMS)、練習生M(プロレスリングFREEDOMS)、必殺エモモモモ
第56回公演『あさひの挑戦状10 さよならスイカ姫』(2018年4月30日、新宿SAMURAI）
出演: 岩崎真奈、黒田耕平、モウジーン兼史、 中田ちさと（元AKB48）、チップ青木、有楽町ベンチーズ
第57回公演『あさひの挑戦状11』(2018年5月28日、新宿SAMURAI）
出演: 黒田耕平、チップ青木、中田ちさと（元AKB48）、モウジーン兼史、BLACKSHEEP SYNDROME、河村唯（元アイドリング!!!）、バカは死ぬまでなおらない。、ラストクエスチョン、有楽町ベンチーズ、プロレスリングFREEDOMS、渡瀬瑞基（DNA）
第58回公演『あさひの挑戦状12』(2018年7月30日、新宿SAMURAI）
出演: 黒田耕平、中田ちさと（元AKB48）、モウジーン兼史、小石田純一、ポリスじろう（ツインクル）、佐々木貴（プロレスリングFREEDOMS）
、村上和成(村上会)、ラストクエスチョン、バカは死ぬまでなおらない。
第59回公演『劇団コラソン音楽祭〜マイクを止めるな！〜』(2018年8月27日、渋谷milkyway）
出演: ラストクエスチョン、バカは死ぬまでなおらない。、中田ちさと(元AKB48)、情熱Dream、イズミフミ、岩崎真奈、木村えり&高町咲衣、2代目カヤショー、タカハシセーイチ、るなてん！
第60回公演『時給100万円』（2018年10月15日 - 11月12日、コラソンゲート・毎週月曜日全5公演）
脚本・演出: 植田朝日
出演: 中田ちさと(元AKB48)、岩崎真奈、茅原拓也、るなてん！、川端武志（コロウカン）、チップ青木、モウジーン兼史、豊田崇史、黒田耕平、北川宏美
第61回公演『時給100万円大打ち上げ大会！！』（2018年11月25日、コラソンゲート）
出演: 中田ちさと(元AKB48)、茅原拓也、るなてん！、岩崎真奈、チップ青木
第62回公演『劇団コラソンアワード2018』（2018年12月17日、コラソンゲート）
MVP: モウジーン兼史
最優秀男優賞: ジョー小泉さん
最優秀女優賞: 中田ちさと(元AKB48)
第63回公演『ユルネバ -NO TOKYO,NO LIFE.-』（2019年8月15日〜8月18日、ワーサルシアター八幡山劇場、全6公演）
脚本・演出: 植田朝日
出演: 大沢真一郎、國森 桜(劇団4ドル50セント) 、尾崎尉二(劇団4ドル50セント)、早坂七星、りょうせい（URAGAWA PROJECT）、こうへい（URAGAWA PROJECT）、茅原拓也、チップ青木、藤吉 凛(ジキルとハイド)、木苺あめ(ジキルトハイド)、石原緋七
第64回公演『先輩かっけ〜す！』（2019年10月14日〜11月18日、コラソンゲート、毎週月曜日全12公演）
脚本・演出: 植田朝日
出演: 酒井宏之、茅原拓也、今井田智、川本マース（パトラッシュ三郎）、岩崎真奈、木苺あめ(ジキルトハイド)、萩田帆風、チップ青木、アモーレ橋本、早坂七星、ヒナ(有楽町ベンチーズ)、小鳥遊彩花
第65回公演『魂込めて劇団コラソン』（2019年12月2日、コラソンゲート）
出演: 今井田智、酒井宏之、木苺あめ(ジキルトハイド)、早坂七星
第66回公演『小山田先輩とひろしのその後』（2019年12月2日、コラソンゲート）
脚本・演出: 植田朝日
出演: 今井田智、酒井宏之
第67回公演『劇団コラソンアワード2019』（2019年12月30日、コラソンゲート）
MVP: 早坂七星
最優秀男優賞: チップ青木
最優秀女優賞: 國森 桜(劇団4ドル50セント)　
第68回公演『佐藤家の人々』（2019年12月30日、コラソンゲート）
※※第67回公演中に無茶振り即興芝居として行われた。
出演: チップ青木、今井田智、酒井宏之、大沢真一郎、國森 桜(劇団4ドル50セント) 、尾崎尉二(劇団4ドル50セント)木苺あめ(ジキルトハイド)、早坂七星
第69回公演『魂込めて劇団コラソン2』（2020年1月31日、コラソンゲート）
※トークショー
出演: 植田朝日、今井田智
第70回公演『Over～いつかは思い出にして』（2020年12月26日、CAFE DE CUERVOS）
脚本・演出: 仲村大輔（劇団PIS☆TOL）
出演: ガッツ、小田あさ美、平松治仁（GRahAMBox）、垣内彩香
第71回公演『チャゲ＆飛鳥時代』（2020年12月26日、CAFE DE CUERVOS）
脚色・演出: 植田朝日
出演: 高須賀浩司、森田朋依、廣山あみ、南一生
第72回公演『プロポーズ大作戦』（2021年2月13日〜2月14日、CAFE DE CUERVOS）
脚色・演出: 植田朝日
出演: チップ青木、森田朋依、廣山あみ、扶美子、本田カズ、山本竜馬
第73回公演『それいけ！ズッコケ三人娘』（2021年3月13日、3月20日、4月4日、全6公演、CAFE DE CUERVOS)
原作:益永あずみ
脚色・演出: 植田朝日
出演: 高野亜沙美、織田あいか、比嘉奈菜、廣山あみ、森田朋依、黒坂実里、扶美子、美優
、青井皓栄
第74回公演『眠らない街』（2021年3月29日、紀伊國屋サザンシアター)
脚本・演出: 植田朝日
出演: 大沢真一郎、本田カズ、廣山あみ、比嘉奈菜子、高野亜沙美、織田あいか、森田朋依、田辺銀治、三遊亭楽㐂
ゲスト:石川直宏
第75回公演『泣いたアカオニ』（2021年4月18日、4月20日、CAFE DE CUERVOS)
脚本・演出: 植田朝日
出演: 高野亜沙美、織田あいか、廣山あみ、森田朋依、扶美子、青井皓栄、桂城圭吾
劇団コラソン✖︎横浜プロレスまつり『dWo de Yokohama』（2021年5月3日〜5月5日、横浜ラジアントホール)
脚本・演出: 植田朝日
出演:ドラゴン・リブレ、チップ青木、佐々木貴、本間多恵、青野未来、石川奈青
第76回公演『帰ってきた‼️あさひの挑戦状13』（2021年11月29日、CAFE DE CUERVOS)
出演:高野亜沙美、森田朋依、廣山あみ、益永あずみ、扶美子、はらみか、橘さり、Will Never Stop

## その他の公演
第2回せんがわ劇場演劇コンクール　2011年2月13日　調布 せんがわ劇場
- 『ユルネバ』

脚本・演出: 植田朝日
出演: 酒井宏之、中村玄悟、小山修平、一戸恵梨子
劇団コラソンpresents『コラソマニア2』　2011年10月29日　代々木 Zher the ZOO YOYOGI
1日のうちに連続で3種類の公演を行なうイベント。この3公演は主催公演であるが、カウントされていない。
- 『新・先輩かっけーっす!』

監修・脚本: 植田朝日
演出: 松井カズユキ
出演: 酒井宏之、小山修平、渡辺慎一郎、桜井ふみ、紫子、向井康起、かとうかな子、堤和也
- 『キセキ』

監修・脚本: 植田朝日
演出: 松井カズユキ
出演: 黒田耕平、YOH、彩音凛、渡辺慎一郎、向井康起
- 『ユルネバ 〜ダービー前夜〜』

監修・脚本: 植田朝日
演出: 松井カズユキ
出演: 中村玄悟、小山修平、かとうかな子、大澤真一郎、桂城圭吾
第3回せんがわ劇場演劇コンクール　2012年2月18日　調布 せんがわ劇場
- 『2012年宇宙の旅』

脚本・演出: 植田朝日
出演: 黒田耕平、小山修平、かとうかな子、桂城圭吾

## 映画

### ユルネバ〜キミは一人じゃない〜
劇団の主要演目である『ユルネバ』を映画化した、主宰・植田朝日 初の映画監督作品。全編をiPhoneとiPadで撮影。プロサッカー選手・長友佑都が友情出演している。
- 植田朝日 第1回監督作品『ユルネバ〜キミは一人じゃない〜』（2015年2月一般公開、コラソンエンターテイメント）
監督・脚本: 植田朝日
出演: 黒田耕平・ゆってぃ（W主演）、橘ゆりか（ヒロイン）、味方冬樹・倉田瑠夏・関谷真由・松中みなみ・上田悠介・松本岳・宮原将護・大澤真一郎・小山修平・桂城圭吾
友情出演: 長友佑都
協力: FC東京
メディアパートナー: 株式会社ニッポン放送、調布エフエム放送、ワールドサッカーキング、F.C.TOKYO MAGAZINE BR TOKYO、FC東京VIVA Paradise、TOKYO12、CORAZON FOOTBALL

出展
- 東京国際フットボール映画祭（2015年2月8・11日、秋葉原UDXシアター）
- 愛媛フットボール映画祭2015（2015年2月11日、愛媛県立医療技術大学）
- ヨコハマ・フットボール映画祭2015（2015年2月15日、ブリリア・ショートショートシアター）

受賞歴
- 東京国際フットボール映画祭 - 観客賞[2]
- ヨコハマ・フットボール映画祭 - 審査員特別賞、観客賞

上映会・イベント
- コラソンフェス2015 ユルネバ〜キミは一人じゃない〜LIVE（2015年2月26日、下北沢GARDEN）
- 一般上映会（2015年2月28日、調布市文化会館たづくり くすのきホール）
- 一般上映会（2015年4月27日、下北沢シアター711）

## 音楽ライブ
映画『ユルネバ〜キミは一人じゃない〜』の完成を記念した音楽イベント開催をきっかけに、「コラソンフェス」の名義で音楽ライブを主催している。Booing!!!やライムベリーなど、劇団や主宰・植田朝日に近い人脈のユニットなどが参加。2016年からは姉妹イベント「コラソンウェイ」や「コラソンラボ」、ライブ拡大版「SUNDAYS」なども開始している。
「コラソンフェス」
2015年（下北沢GARDEN）
- ユルネバ〜キミは一人じゃない〜LIVE（2月26日）
- Vol.2（3月30日、代々木Zher the ZOO）
- Vol.3 - 5・7 - 12（4月28日・5月26日・6月29日・7月27日・8月18日・9月28日・10月27日・11月30日・12月28日）
- Vol.6 〜植田朝日 生誕祭〜（7月13日、西新宿 I LOVE TOKYO）

2016年（下北沢GARDEN）
- Vol.13 - 18（3月30日・4月19日・5月31日・6月21日・7月19日・8月23日）

「コラソンラボ」
2016年（西新宿 I LOVE TOKYO）
- Vol.1（5月23日）

コラソンフェススペシャル「SUNDAYS」
2016年
- Vol.1（2月7日、下北沢GARDEN）